# Költjärnen (Orsa socken, Dalarna)
Költjärnen är en sjö i Orsa kommun i Dalarna och ingår i Dalälvens huvudavrinningsområde. Sjön har en area på 0,127 kvadratkilometer och ligger 302,6 meter över havet. Sjön avvattnas av vattendraget Finnsjöån.

## Delavrinningsområde
Költjärnen ingår i det delavrinningsområde (680251-145590) som SMHI kallar för Inloppet i Stor-Ärga. Medelhöjden är 313 meter över havet och ytan är 6,09 kvadratkilometer. Det finns ett avrinningsområde uppströms, och räknas det in blir den ackumulerade arean 15,24 kvadratkilometer. Finnsjöån som avvattnar avrinningsområdet har biflödesordning 3, vilket innebär att vattnet flödar genom totalt 3 vattendrag innan det når havet efter 409 kilometer. Avrinningsområdet består mestadels av skog (95 procent). Avrinningsområdet har 0,13 kvadratkilometer vattenytor vilket ger det en sjöprocent på 4 procent.